# 逊尼派三角地带

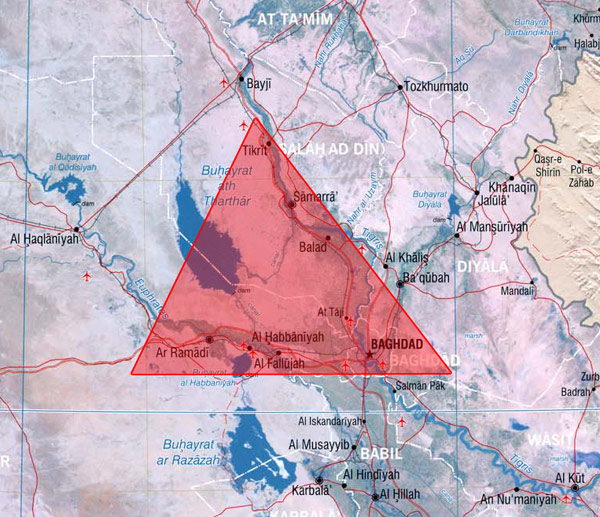
逊尼派三角地带地图

逊尼派三角地带（英语：Sunni Triangle），简称“逊尼派三角”，是位于伊拉克巴格达西北部的一个人口稠密的区域，该区域主要由信仰逊尼派的穆斯林居住。该区域大体呈三角状，其东南、西南、北方顶点分别位于巴格达、拉马迪和提克里特附近。

## 名称起源
“逊尼三角地带”的说法在20世纪70年代被伊拉克课题学者偶尔使用，用以区分其北部的库尔德人地区（Iraqi Kurdistan）和其南部的逊尼派地区。纽约时报在2003年6月的一篇报告提到“美国试图消灭在巴格达西北部的新生武装抵抗力量，该地区被称为‘逊尼三角’，是萨达姆·侯赛因的核心支持来源，萨达姆本人就是逊尼派穆斯林”，并使该名词广泛传播。

## 政治经济
该区域为前萨达姆政府提供了主要的支持。自20世纪70年代以来，伊拉克众多政府工作人员、政客和军事领导均来自该地区。2003年伊拉克战争起，该地区成为了逊尼派武装力量和临时管理当局的重要战场。
伊拉克大部分石油储备都集中在库尔德地区和什叶派地区，并且港口城市巴士拉和乌姆盖萨尔距离逊尼派地区较远，因而该地区经济来源单一。伊拉克内部逊尼派独立运动也因此受到遏制。